# Atlantic Automobilbau

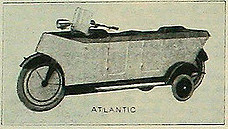
Atlantic Einspurwagen von 1921

Die Atlantic AG für Automobilbau war ein deutscher Automobilhersteller mit Sitz an der Motzstraße 8 in Berlin. Die Produktion begann 1921 und endete 1922. Der Vertrieb endete 1923. Insgesamt entstanden etwa 100 Fahrzeuge.

## Beschreibung
Dort wurden Einspurwagen (ähnlich denen von Mauser) gebaut. Für den Antrieb sorgte ein Zweizylinder-Boxermotor von BMW mit 494 cm³ Hubraum und je nach Quelle maximal 6,5 PS Leistung. Die Höchstgeschwindigkeit war mit 70 km/h angegeben.